# Oberonia mucronata
Oberonia mucronata es una especie de orquídea de hábitos terrestres, originaria de Asia.

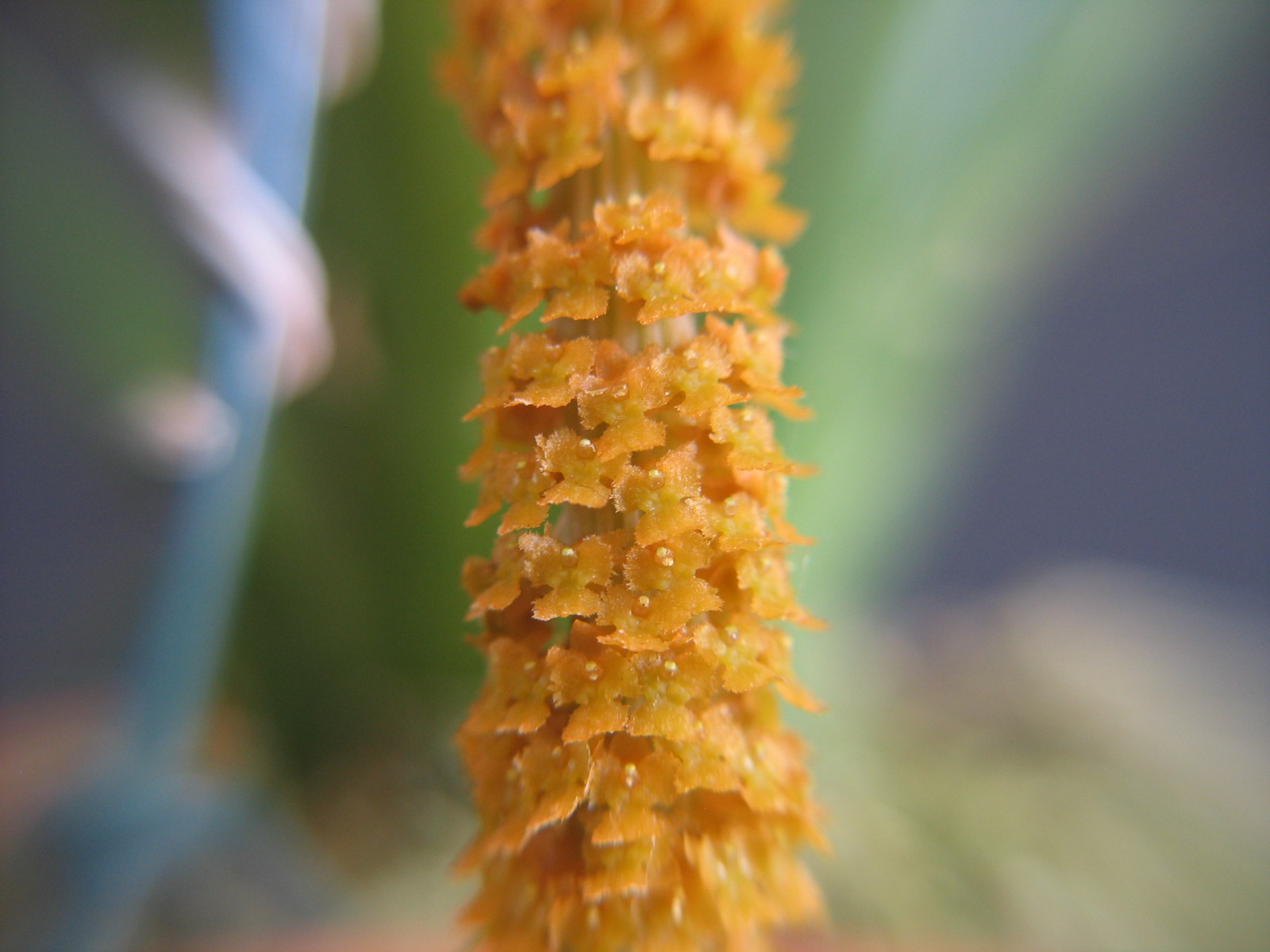
Detalle de la inflorescencia

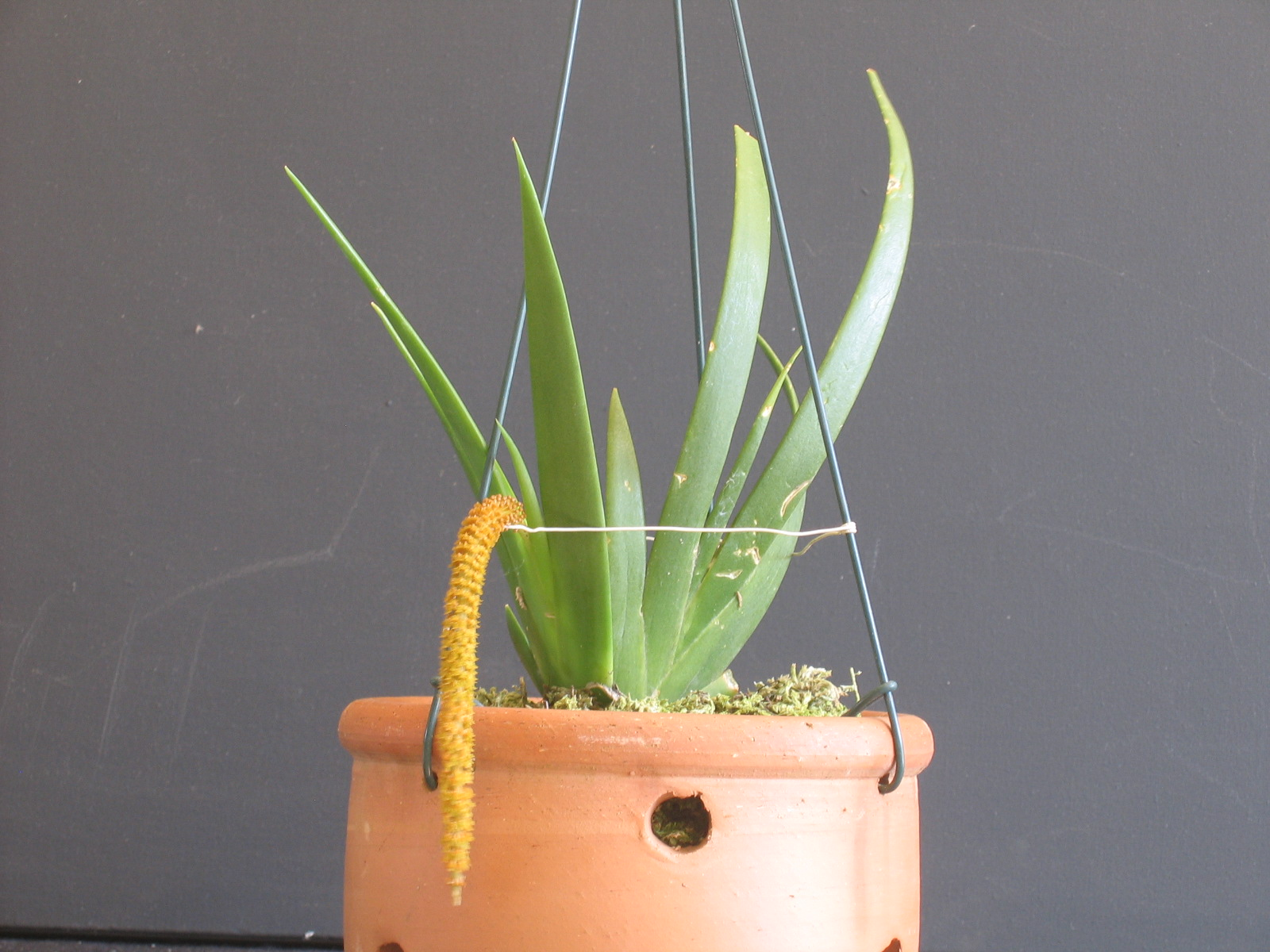
Como planta ornamental

## Descripción
Es una orquídea de tamaño pequeño, que prefiere el clima cálido al frío. Tiene hábitos epifitas que crece desde un clúster, con tallo corto y envuelto con 3 a 4  hojas carnosas, dísticas, en forma de abanico, iridiformes, agudas, planas, conduplicadas y juntas así como articuladas al imbricarse. La inflorescencia larga de 15 a 25 cm de longitud, que en la cúspide del crecimiento tiene forma de abanico y una forma de cola de rata con brácteas elípticas, laxamente con muchas flores que se producen en el otoño y el invierno.

## Distribución y hábitat
Se encuentra en Hainan (China), Assam, Bangladés, Himalaya oriental, India, Nepal, Islas Andaman, Birmania, Tailandia, Laos, Vietnam, Malasia, Borneo, Java, Sumatra, Filipinas, Nueva Guinea y Célebes en alturas de 10 a 200 metros como un crecimiento colgante.

## Taxonomía
Oberonia mucronata fue descrita por (D.Don) Ormerod & Seidenf. y publicado en Contr. Orchid Fl. Thailand 13: 20. 1997.
Etimología
Oberonia: nombre genérico que fue nombrado por Oberon el Rey de las Hadas en alusión a sus insignificantes flores.
mucronata: epíteto latino que significa "mucronado, con mucrón".
Sinonimia
- Cymbidium iridifolium Roxb.
- Iridorkis iridifolia (Lindl.) Kuntze
- Malaxis denticulata (Wight) Rchb.f.
- Malaxis iridifolia (Lindl.) Rchb.f.
- Oberonia brevifolia (Hook.f.) Panigrahi
- Oberonia denticulata Wight
- Oberonia denticulata var. brevifolia (Hook.f.) S.Misra
- Oberonia denticulata var. iridifolia (Roxb.) S.Misra
- Oberonia iridifolia var. brevifolia Hook.f.
- Oberonia smisrae Panigrahi
- Stelis mucronata D.Don[4][5]